# Tag cloud

Voorbeeld van een tag cloud

Een tag cloud, word cloud, wordle of woordwolk is een visuele weergave van inhoudstags die op een website, meestal een weblog, worden gebruikt. Tags die vaker gebruikt worden, worden bijvoorbeeld groter afgebeeld of op een andere wijze benadrukt. De tags staan meestal op alfabetische volgorde gerangschikt. Na het aanklikken van een tag surf je door naar een pagina met gerelateerde onderwerpen.